# Poliacorde

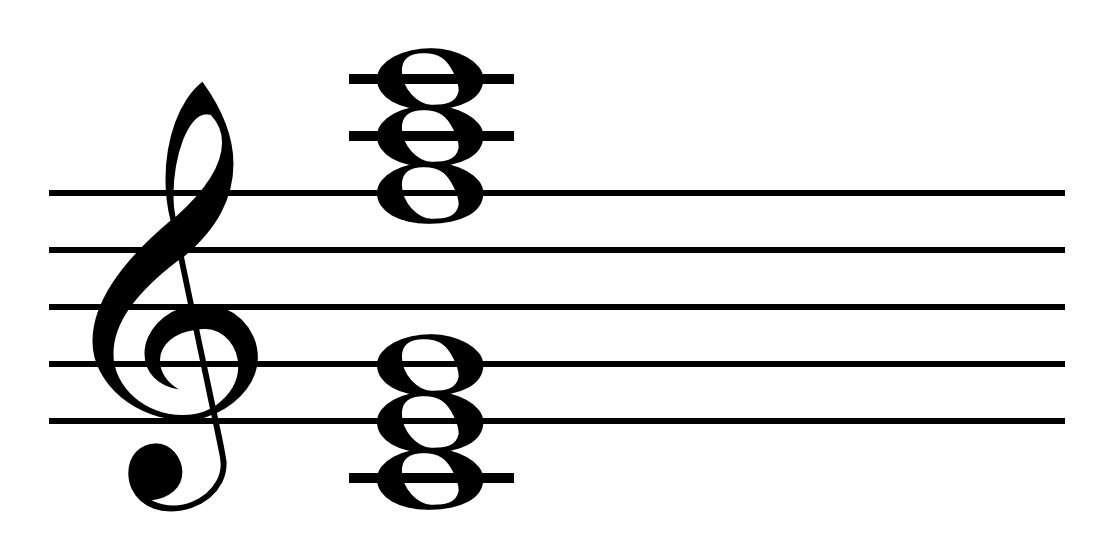
Poliacorde bitonal: Fa mayor sobre un do mayor. '

Un poliacorde (en griego, πολύς - "muchos", "numerosos" y un acorde) es un acorde de una estructura compleja (compuesta), es decir, polifonía, estratificada en partes relativamente independientes o compuesta de dos o más partes de acordes relativamente independientes.
Un poliacorde tiene la apariencia de dos o varios acordes diferentes que suenan al mismo tiempo.
Las partes de un poliacorde se llaman subacordes, uno de los subacordes (a menudo el inferior) en la mayoría de los casos es el núcleo (o base) de poliacorde y el tono principal de este subacorde se convierte en el tono principal de toda la armonía. Poliacorde a menudo se forma en "polifonía de acordes" - tejido, donde cada capa se representa mediante una progresión de (sub)acordes.
Los poliacordes comenzaron a ser utilizados por los compositores en el período del romanticismo tardío y se generalizaron ampliamente en la música experimental del siglo XX.